# Bouzemont
Bouzemont est une commune française située dans le département des Vosges, en région Grand Est.
Ses habitants sont appelés les Bouzemontois.

## Géographie

### Localisation
Bouzemont est une commune située à 22 km d'Épinal, 13 km de Mirecourt et 6 km de Dompaire. Le village est situé sur une colline à 385 mètres d'altitude, le point culminant étant situé au Haut de Savron (412 m.).

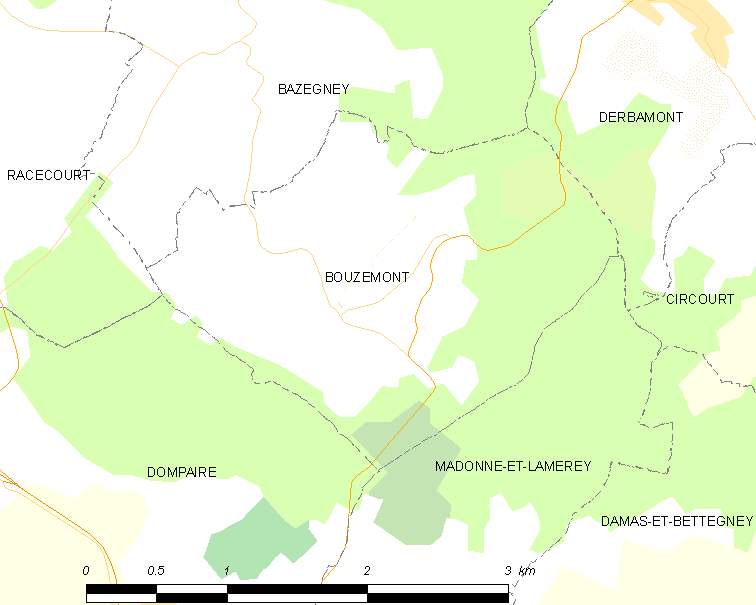
Situation géographique de Bouzemont.

### Géologie et relief

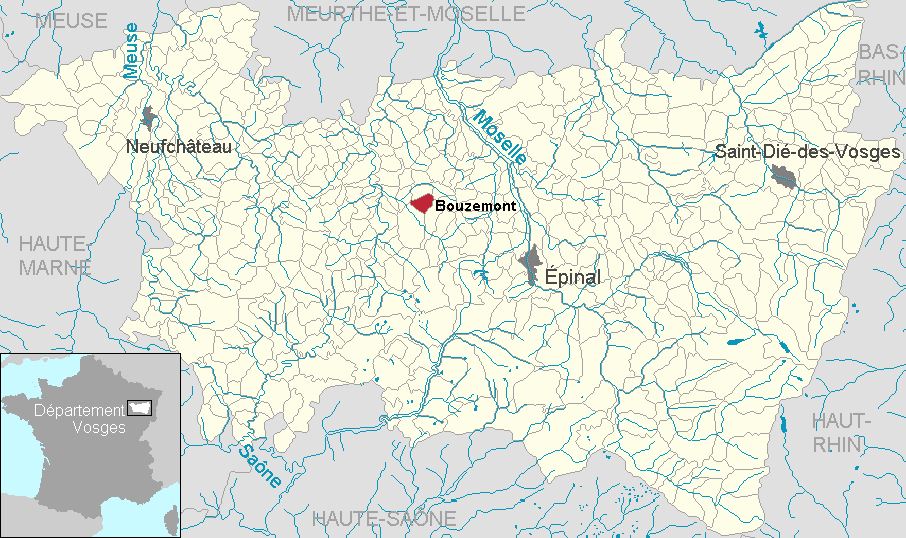
Localisation dans le département.

Espaces naturels :
- Trois zones naturelles d'intérêt écologique, faunistique et floristique (Znieff) :

Ruisseau Le Rovion à Bouzemont,
Gites à chiroptères de Bazegney, Bouzemont et Madonne-et-Lamerey,
Vergers de Mirecourt.

### Climat
Pour des articles plus généraux, voir Climat du Grand Est et Climat des Vosges.
En 2010, le climat de la commune est de type climat de montagne, selon une étude du Centre national de la recherche scientifique s'appuyant sur une série de données couvrant la période 1971-2000. En 2020, Météo-France publie une typologie des climats de la France métropolitaine dans laquelle la commune est exposée à un climat semi-continental et est dans la région climatique  Lorraine, plateau de Langres, Morvan, caractérisée par un hiver rude (1,5 °C), des vents modérés et des brouillards fréquents en automne et hiver. 
Pour la période 1971-2000, la température annuelle moyenne est de 9,6 °C, avec une amplitude thermique annuelle de 17 °C. Le cumul annuel moyen de précipitations est de 1 127 mm, avec 13 jours de précipitations en janvier et 10,1 jours en juillet. Pour la période 1991-2020, la température moyenne annuelle observée sur la station météorologique de Météo-France la plus proche, « Dommartin-aux-Bois_sapc », sur la commune de Dommartin-aux-Bois à 10 km à vol d'oiseau, est de 10,6 °C et le cumul annuel moyen de précipitations est de 908,9 mm. 
La température maximale relevée sur cette station est de 39,4 °C, atteinte le 25 juillet 2019 ; la température minimale est de −17,5 °C, atteinte le 20 décembre 2009,,. 
Les paramètres climatiques de la commune ont été estimés pour le milieu du siècle (2041-2070) selon différents scénarios d'émission de gaz à effet de serre à partir des nouvelles projections climatiques de référence DRIAS-2020. Ils sont consultables sur un site dédié publié par Météo-France en novembre 2022.

### Sismicité
Commune située dans une zone de sismicité faible.

### Hydrographie et les eaux souterraines
Hydrogéologie et climatologie : Système d’information pour la gestion des eaux souterraines du bassin Rhin-Meuse :
Territoire communal : Occupation du sol (Corinne Land Cover); Cours d'eau (BD Carthage),
Géologie : Carte géologique; Coupes géologiques et techniques,
 Hydrogéologie : Masses d'eau souterraine; BD Lisa; Cartes piézométriques.
La commune est traversée par des petits ruisseaux, le Novion et la Girfontaine, qui rejoignent la Gitte vers le sud-ouest.

#### Réseau hydrographique
La commune est située dans le bassin versant du Rhin au sein du bassin Rhin-Meuse. Elle est drainée par le ruisseau de Chenimont, le ruisseau de Girfontaine, le ruisseau de Montaunot et le ruisseau des Curtilles,.

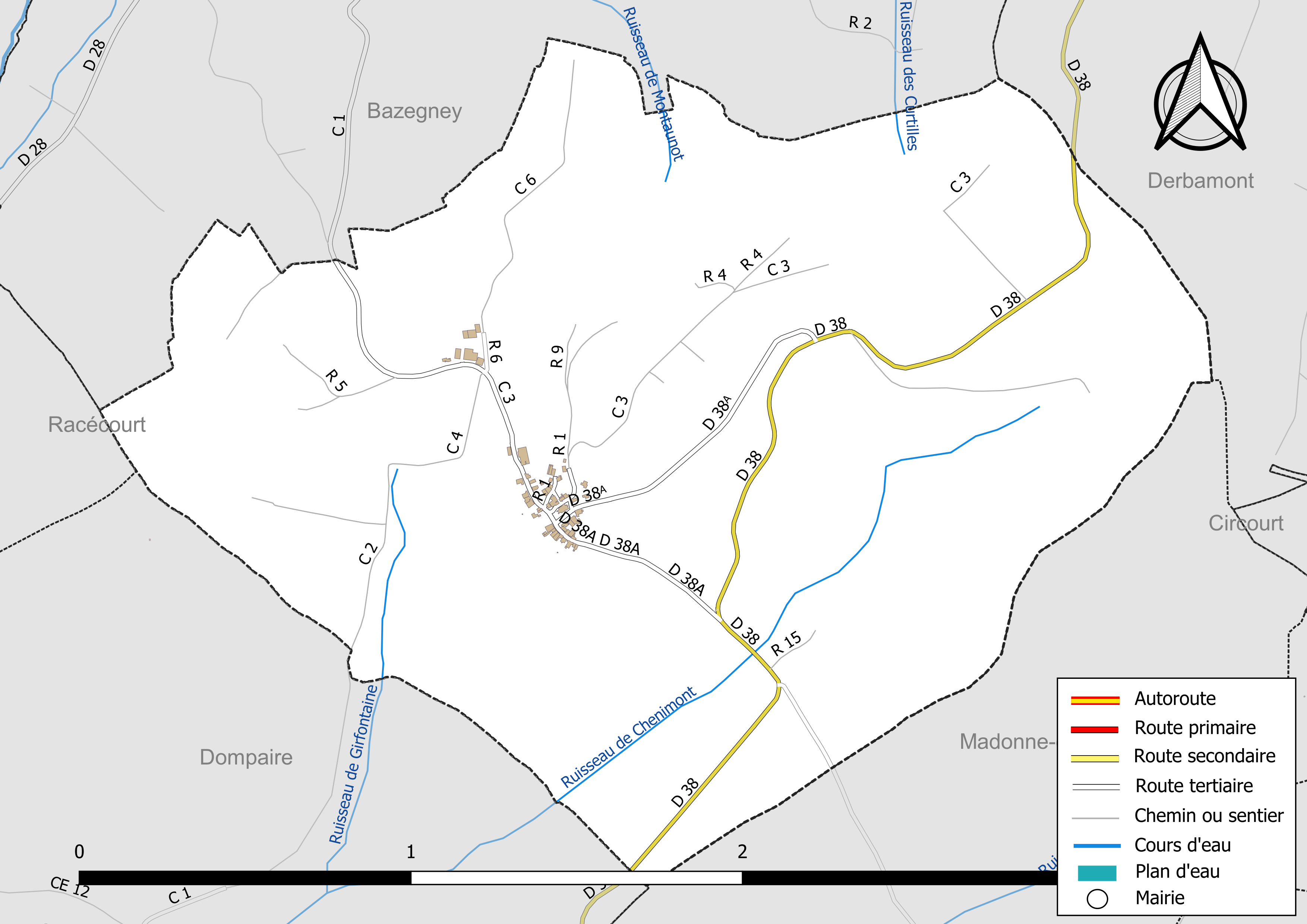
Réseaux hydrographique et routier de Bouzemont.

#### Gestion et qualité des eaux
Le territoire communal est couvert par le schéma d'aménagement et de gestion des eaux (SAGE) « Nappe des Grès du Trias Inférieur ». Ce document de planification, dont le territoire comprend le périmètre de la zone de répartition des eaux de la nappe des Grès du trias inférieur (GTI), d'une superficie de 1 497 km2,  est en cours d'élaboration. L’objectif poursuivi est de stabiliser les niveaux piézométriques de la nappe des GTI et atteindre l'équilibre entre les prélèvements et la capacité de recharge de la nappe. Il doit être cohérent avec les objectifs de qualité définis dans les SDAGE Rhin-Meuse et Rhône-Méditerranée. La structure porteuse de l'élaboration et de la mise en œuvre est le conseil départemental des Vosges.
La qualité des eaux de baignade et des cours d’eau peut être consultée sur un site dédié géré par les agences de l’eau et l’Agence française pour la biodiversité.

## Urbanisme

### Typologie
Au 1er janvier 2024, Bouzemont est catégorisée commune rurale à habitat très dispersé, selon la nouvelle grille communale de densité à sept niveaux définie par l'Insee en 2022.
Elle est située hors unité urbaine. Par ailleurs la commune fait partie de l'aire d'attraction d'Épinal, dont elle est une commune de la couronne,. Cette aire, qui regroupe 118 communes, est catégorisée dans les aires de 50 000 à moins de 200 000 habitants,.

### Occupation des sols
L'occupation des sols de la commune, telle qu'elle ressort de la base de données européenne d’occupation biophysique des sols Corine Land Cover (CLC), est marquée par l'importance des territoires agricoles (59,4 % en 2018), une proportion identique à celle de 1990 (59,4 %). La répartition détaillée en 2018 est la suivante : 
forêts (36,8 %), zones agricoles hétérogènes (32 %), prairies (27,4 %), milieux à végétation arbustive et/ou herbacée (3,8 %). L'évolution de l’occupation des sols de la commune et de ses infrastructures peut être observée sur les différentes représentations cartographiques du territoire : la carte de Cassini (XVIIIe siècle), la carte d'état-major (1820-1866) et les cartes ou photos aériennes de l'IGN pour la période actuelle (1950 à aujourd'hui).

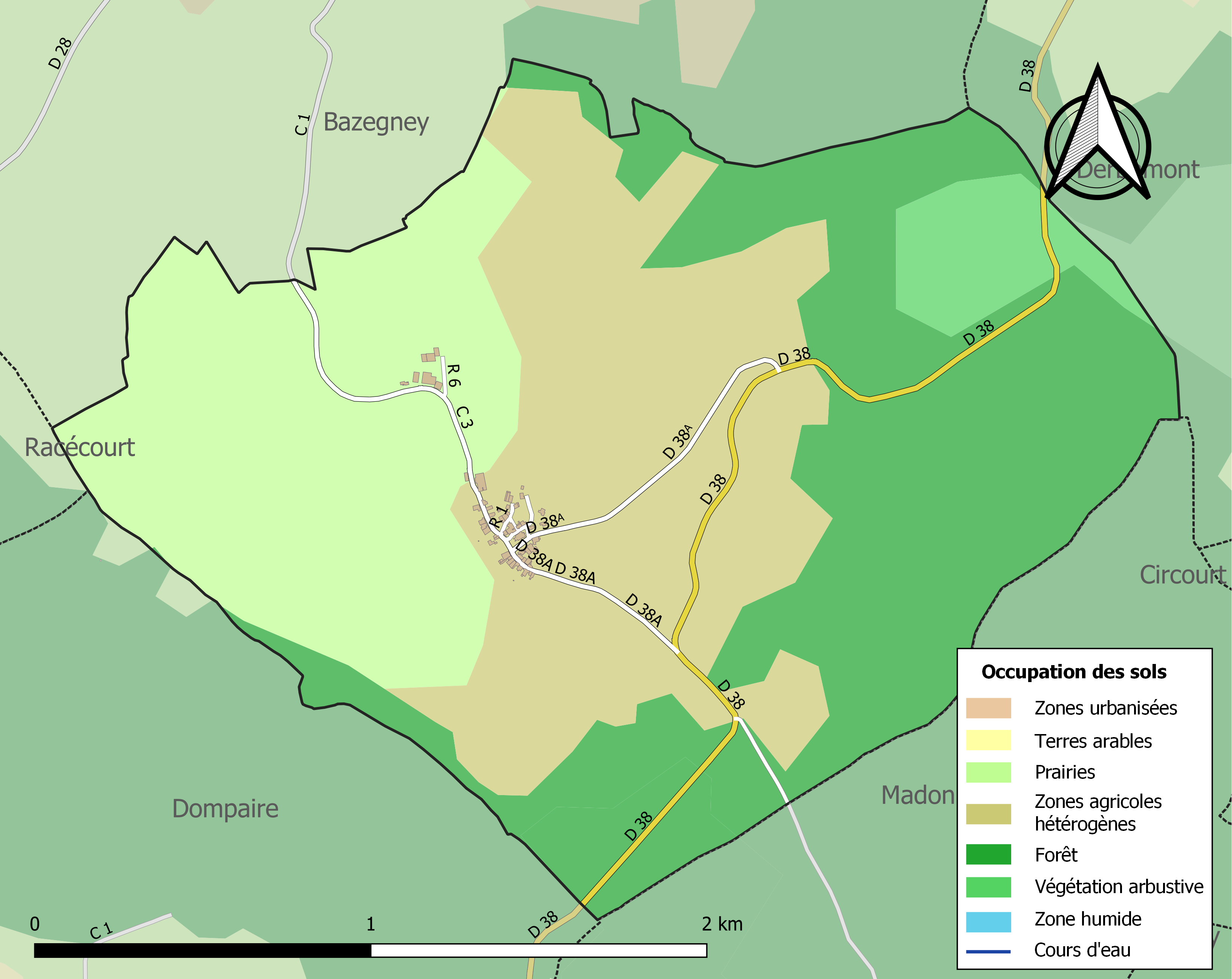
Carte des infrastructures et de l'occupation des sols de la commune en 2018 (CLC).

## Toponymie
Les formes anciennes de la localité sont en 1065 Bosonismontis 1109 Buzonismontis 1160
W. de Bosomont 1195 J. de Bozonismonte 1225 Bosomont 1303 Bozonmont 1311 Bouzemont 1371 Bozomont 1481 Bozemont 1540 Bousemont 1708 Basonis mons XVIIe s. Bosemont.

## Histoire

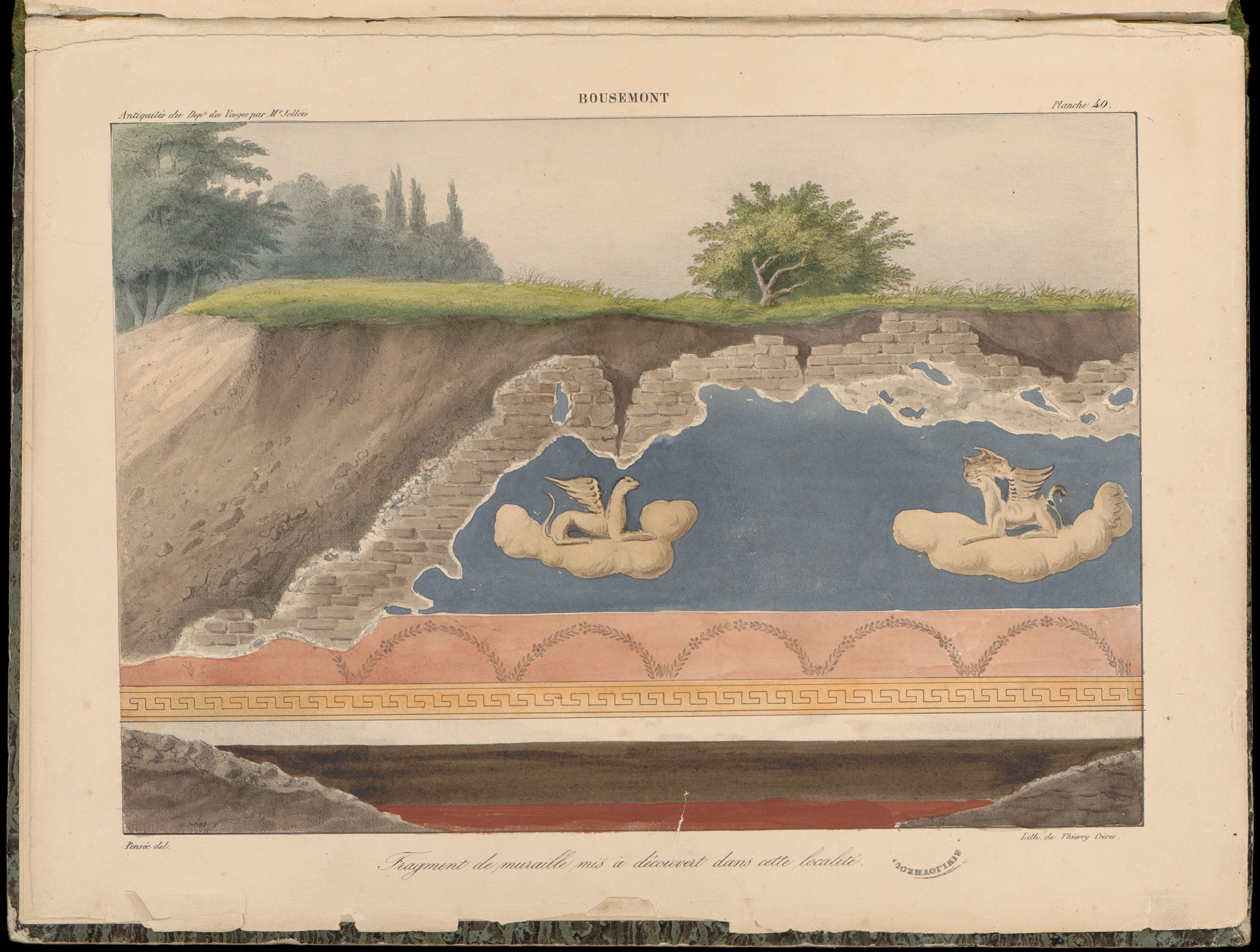
Fresque romaine découverte à Bouzemont, dessinée par Charles Pensée.

Sur le territoire de Bouzemont, il a été découvert des traces romaines, notamment une fresque étudiée par Jean-Baptiste Prosper Jollois et retranscrite par Charles Pensée. Une voie romaine traversait la commune, et l'archéologue pense qu'une « station antique » existait à Bouzemont. Le toponyme de Bouzemont (Bosonis Montis, montagne de Bozon) est attesté au moins en 1065. D'anciens documents portent le nom de Bozomont. La terre de Bouzemont fut donnée par saint Gérard, évêque de Toul (963-994), à l'église de Saint-Gengoult de cette ville, qu'il avait fondée. Le ban de Bouzemont, indivis entre le domaine et le chapitre de Saint-Gengoult de Toul et comprenant aussi Bazegney, appartenait au bailliage de Darney.
L’église de Bouzemont, dédiée à saint Georges, était du diocèse de Saint-Dié, doyenné de Jorxey.
La cure était à la collation du chapitre de Saint-Gengoult. Sur les vitraux de l'église on distingue un personnage couvert d'une armature et une inscription 'l'oxo Dux'.
La mairie et l’école, construites en 1823. par M. Henriot, ancien instituteur à Bouzemont, ont été achetées par la commune en 1827.

## Politique et administration

### Découpage territorial
Par arrêté préfectoral du 15 septembre 2023, la commune est retirée le 1er janvier 2024 de l'arrondissement d'Épinal et rattachée à l'arrondissement de Neufchâteau.

### Liste des maires
| Période                                  | Période      | Identité                    | Étiquette | Qualité     |
| ---------------------------------------- | ------------ | --------------------------- | --------- | ----------- |
| Les données manquantes sont à compléter. |              |                             |           |             |
| 1968                                     | mars 1977    | Christian Étienne           |           |             |
| mars 1977                                | mars 2001    | Albert Dubessey             |           | Agriculteur |
| mars 2001                                | mars 2008    | Xavier Deybach              | DVD       |             |
| mars 2008                                | mars 2014    | Sylvie Desbuisson           |           |             |
| mars 2014                                | juillet 2020 | Gabriel Pothier             |           |             |
| juillet 2020                             | En cours     | Laure Thouvenin de Villaret |           |             |

### Budget et fiscalité 2022

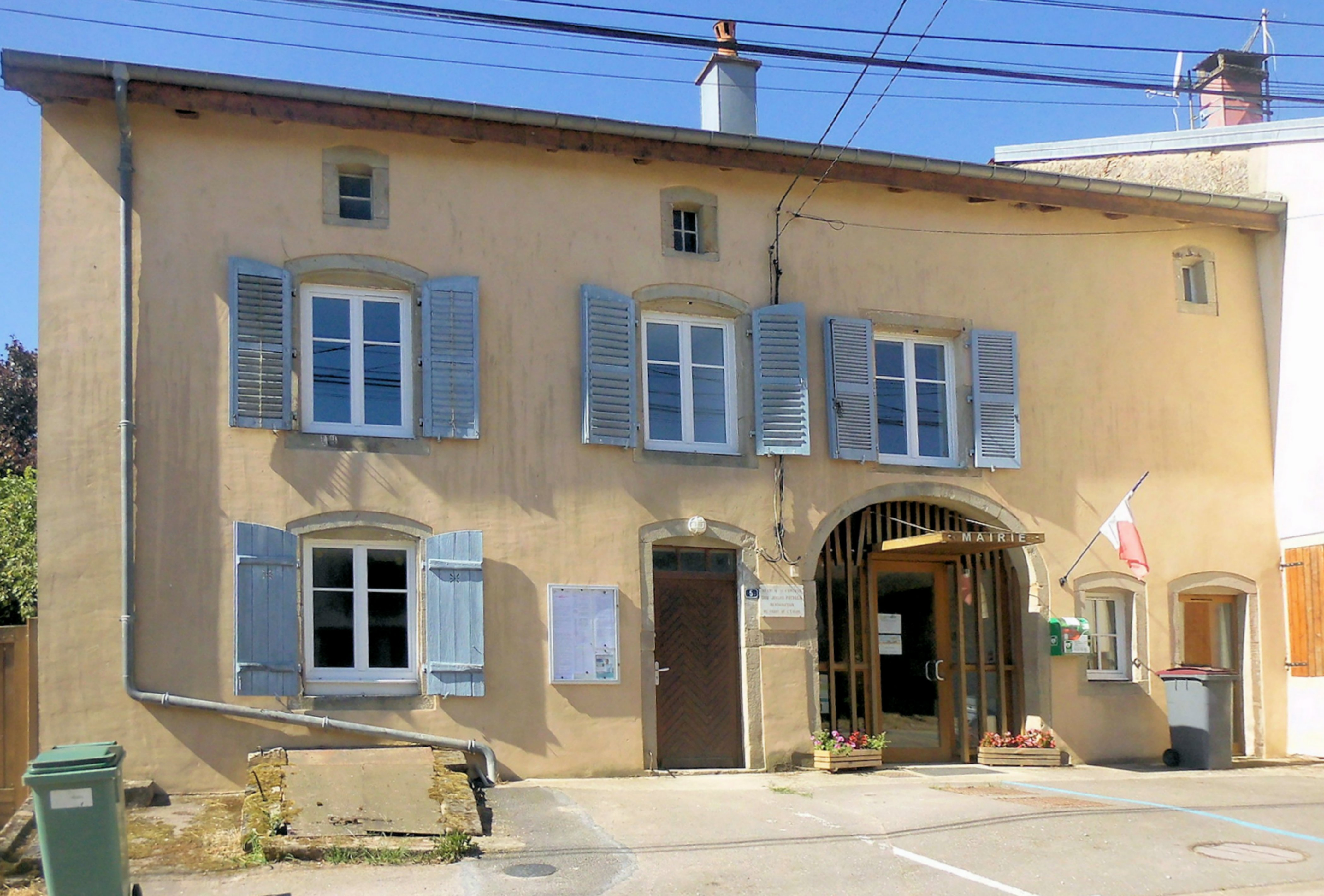
La mairie.

En 2022, le budget de la commune était constitué ainsi :
- total des produits de fonctionnement : 89 000 €, soit 1 670 € par habitant ;
- total des charges de fonctionnement : 64 000 €, soit 1 213 € par habitant ;
- total des ressources d'investissement : 362 000 €, soit 6 838 € par habitant ;
- total des emplois d'investissement : 428 000 €, soit 8 084 € par habitant ;
- endettement : 36 €, soit 672 € par habitant.

Avec les taux de fiscalité suivants :
- taxe d'habitation : 17,54 % ;
- taxe foncière sur les propriétés bâties : 34,49 % ;
- taxe foncière sur les propriétés non bâties : 21,15 % ;
- taxe additionnelle à la taxe foncière sur les propriétés non bâties : 0,00 % ;
- cotisation foncière des entreprises : 0,00 %.

Chiffres clés Revenus et pauvreté des ménages en 2020 : médiane en 2020 du revenu disponible, par unité de consommation.

## Population et société

### Démographie

#### Pyramide des âges
L'évolution du nombre d'habitants est connue à travers les recensements de la population effectués dans la commune depuis 1793. Pour les communes de moins de 10 000 habitants, une enquête de recensement portant sur toute la population est réalisée tous les cinq ans, les populations de référence des années intermédiaires étant quant à elles estimées par interpolation ou extrapolation. Pour la commune, le premier recensement exhaustif entrant dans le cadre du nouveau dispositif a été réalisé en 2007.

En 2022, la commune comptait 47 habitants, en évolution de −9,62 % par rapport à 2016 (Vosges : −2,96 %, France hors Mayotte : +2,11 %).
| 1793 | 1800 | 1806 | 1821 | 1831 | 1836 | 1841 | 1846 | 1856 |
| ---- | ---- | ---- | ---- | ---- | ---- | ---- | ---- | ---- |
| 197  | 220  | 227  | 262  | 283  | 280  | 270  | 291  | 253  |

| 1861 | 1866 | 1876 | 1881 | 1886 | 1891 | 1896 | 1901 | 1906 |
| ---- | ---- | ---- | ---- | ---- | ---- | ---- | ---- | ---- |
| 248  | 230  | 223  | 208  | 211  | 189  | 179  | 156  | 142  |

| 1911 | 1921 | 1926 | 1931 | 1936 | 1946 | 1954 | 1962 | 1968 |
| ---- | ---- | ---- | ---- | ---- | ---- | ---- | ---- | ---- |
| 124  | 91   | 75   | 78   | 75   | 65   | 58   | 59   | 61   |

| 1975 | 1982 | 1990 | 1999 | 2006 | 2007 | 2012 | 2017 | 2022 |
| ---- | ---- | ---- | ---- | ---- | ---- | ---- | ---- | ---- |
| 38   | 32   | 30   | 44   | 55   | 56   | 57   | 52   | 47   |

### Enseignement
Établissements d'enseignements :
- Écoles maternelles à Dompaire, Damas-et-Bettegney, Madegney, Hennecourt, Hymont.
- Écoles primaires à Dompaire, Madonne-et-Lamerey, Damas-et-Bettegney, Madegney, Hennecourt.
- Collèges à Dompaire, Mirecourt, Thaon-les-Vosges,  Charmes, Châtel-sur-Moselle.
- Lycées à Mirecourt, Harol, Thaon-les-Vosges, Épinal.

### Santé
Professionnels et établissements de santé :
- Médecins à Dompaire, Damas-et-Bettegney, Mattaincourt, Mirecourt, Darnieulles, Girancourt, Uxegney.
- Pharmacies à Dompaire, Mattaincourt, Mirecourt, Girancourt, Uxegney.
- Hôpitaux à Mattaincourt, Mirecourt.

### Cultes
- Culte catholique, Paroisse La-Croix-de-Virine[35], Diocèse de Saint-Dié.

## Économie
Activités principales : agriculture et tourisme.

### Entreprises et commerces

#### Agriculture
- Élevage de vaches laitières.
- Élevage d'ovins et de caprins.

#### Tourisme
- Hébergements et restauration à Dompaire, Velotte-et-Tatignécourt, Hagecourt, Pierrefite, Rugney, Vincey.

#### Commerces
- Commerces et services à Dompaire, Mirecourt, Darnieulles, Begnécourt, Dompaire.

## Culture locale et patrimoine

### Lieux et monuments

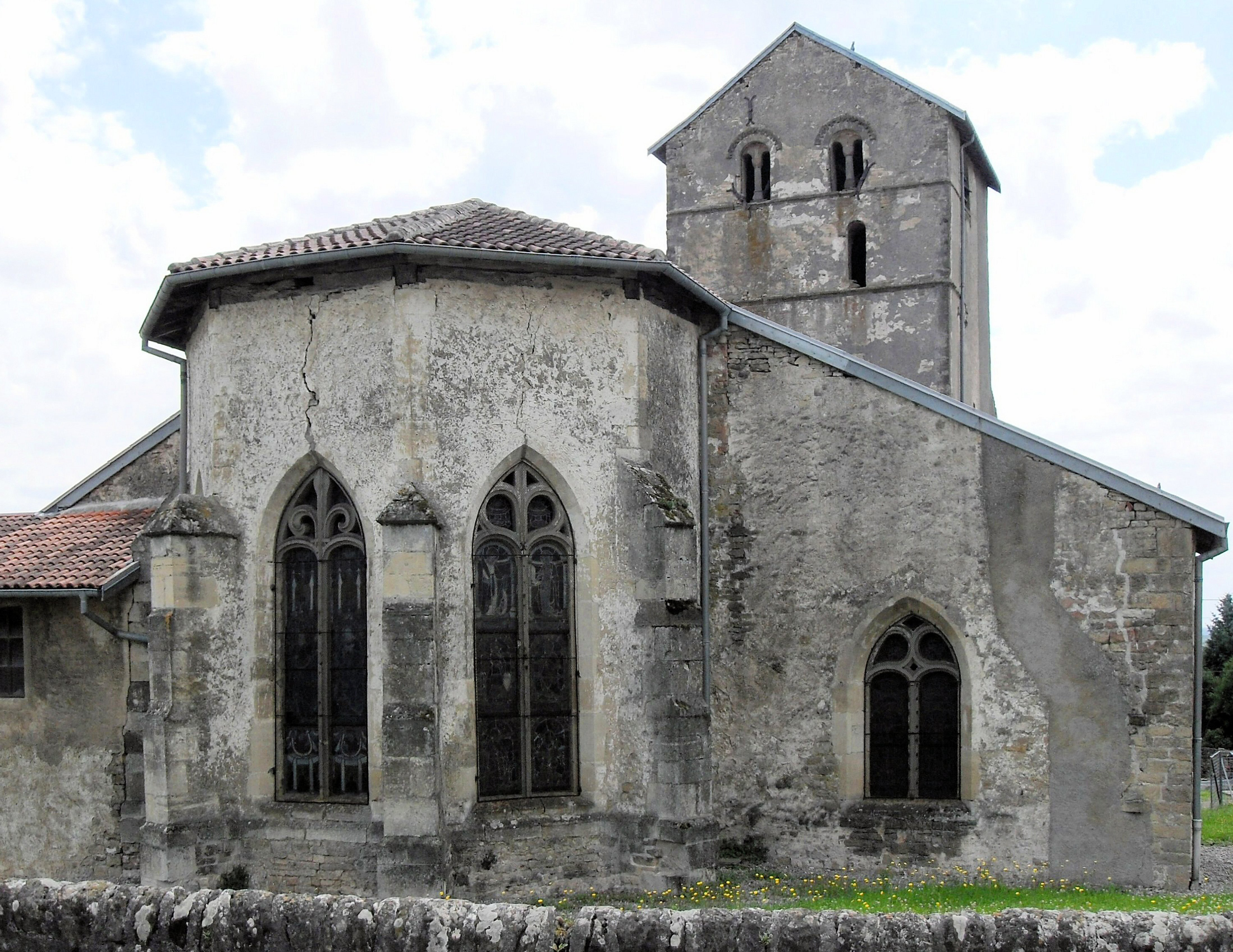
Église Saint-Georges, côté nord-est.
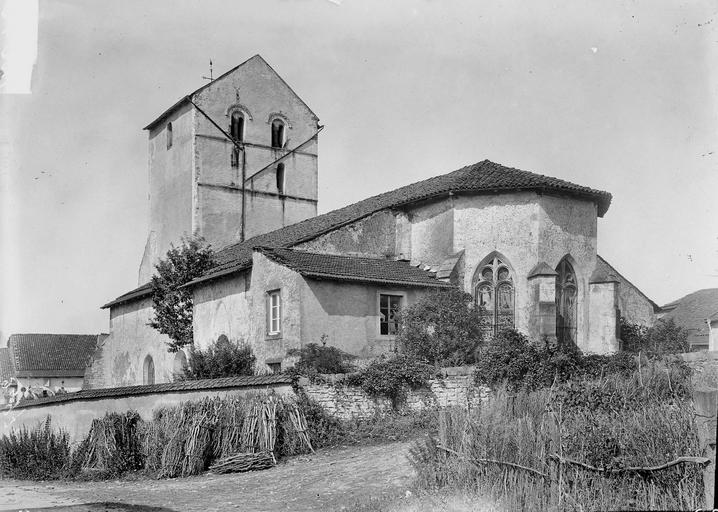
Ensemble sud-est en 1914.
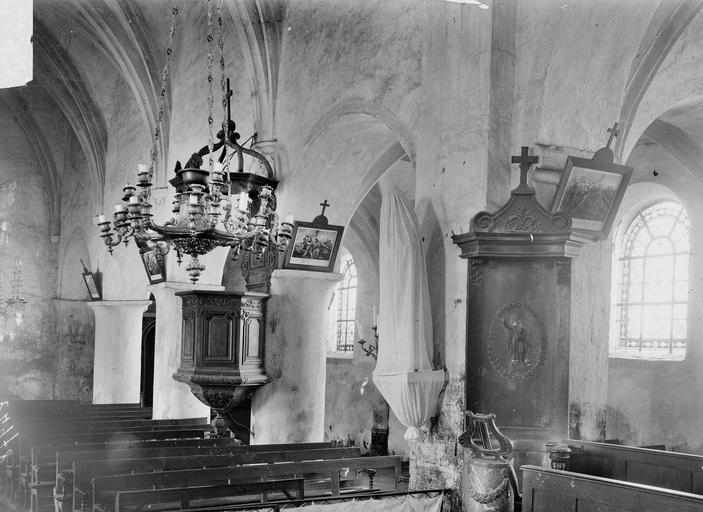
Vue diagonale en 1914.

- L'église Saint-Georges, du XIe siècle, restaurée aux XIIIe et XVIe siècles, fait l’objet, avec le cimetière,d’un classement au titre des monuments historiques depuis le 2 novembre 1987[36]. L’église comporte une nef avec bas-côtés, un transept étroit et une abside à cinq pans. Un énorme clocher carré s'élève hors œuvre sur la façade occidentale. La nef tout entière appartient à l'édifice élevé un peu avant 1061 par l’évêque Odon.En effet, l'évêque de Toul Odon (1052-1069), dans un acte de 1061, cite « l'église en l'honneur de saint Georges, que nous avons récemment reconstruite de fond en comble». La nef daterait ainsi de XIe siècle. Il en est de même de ce qui reste du clocher. La nef, initialement avec un plafond en lambris, fut en 1543 entièrement couverte par des voûtes sur croisées d’ogives. Ce qui subsiste du clocher est une construction grossière en simple moellonnage enduit de mortier. Il y a en tout trois étages, dans lesquels on ne voit pas traces de voûtes. Les deux étages inférieurs sont absolument nus. Au dernier étage, celui du beffroi, il y a, sur la face orientale, la seule intacte, deux ouïes en plein cintre, avec tympan divisé en deux petits arcs. Une description détaillée avec plan et photos se trouve dans l’ouvrage Églises romanes des Vosges[25].

2 verrières figurées : Trinité, saints (baies 1, 2).
Verrières.
Statue équestre Saint Georges.
Statue Vierge à l'Enfant.
Lutrin.
- Deux calvaires remarquables marquent les entrées du village.
- Patrimoine rural recensé par le service régional de l'Inventaire général du patrimoine culturel[42].

Un lavoir restauré au lieu-dit Girfontaine.
- Plusieurs ensembles de tumuli sont répertoriés dans la forêt du Haut-des-Faux et aux abords du Haut-Fays.
- La Borne Saint-Bozon est le monument druidique le plus important de la région : une copie en a été faite et replacée à quelques mètres de l'endroit initial[43].
- Monument aux morts[44] : Conflits commémorés : Guerre franco-allemande de 1914-1918.

### Personnalités liées à la commune
- Dom Joseph Pothier (1835-1923), abbé de Saint-Wandrille de Fontenelle, restaurateur du chant grégorien, est né à Bouzemont.

## Pour approfondir